# Xixianykus
Xixianykus là một chi khủng long, được Xu X. Wang D. C. Sullivan Hone Han F. Yan & Du F. mô tả khoa học năm 2010.